# Solenopsis fugax
Solenopsis fugax es una especie de hormigas, el único miembro del género Solenopsis nativo de las islas británicas, ha sido hallado por Horace Donisthorpe en varias de localidades en la costa del sur de Inglaterra, incluyendo Sandown y Shanklin en la isla de Wight, y también en la región suroeste de Lyme Regis.
Es una hormiga parásita y por lo general tiene su nido cerca de otra especie, robando comida al entrar en la colonia extranjera a través de minuciosos túneles excavados en su propio nido.

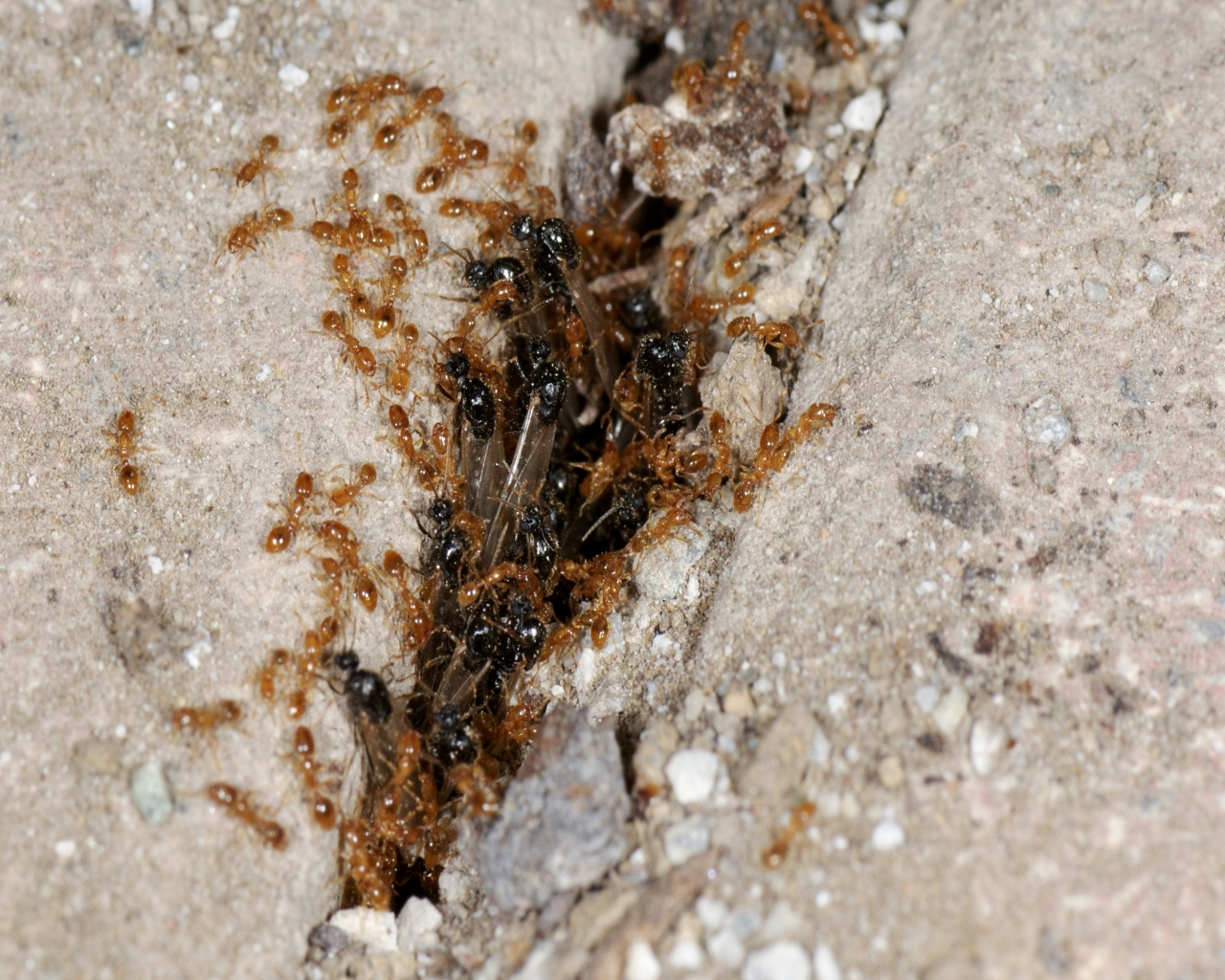
Colonia de Solenopsis fugax, machos alados